# Deutsche Vereinigung für mathematische Logik und für Grundlagenforschung der exakten Wissenschaften
Die Deutsche Vereinigung für mathematische Logik und für Grundlagenforschung der exakten Wissenschaften e.V. (DVMLG) ist die Fachvertretung von Forschern im interdisziplinären Forschungsgebiet der Logik (innerhalb der Fächer Mathematik, Philosophie, Informatik und Linguistik). Sie wurde 1962 von Wilhelm Ackermann, Gisbert Hasenjaeger, Hans Hermes, Jürgen von Kempski, Paul Lorenzen, Arnold Schmidt und Kurt Schütte gegründet und ist ein beim Amtsgericht Marburg eingetragener Verein. Mitglieder der DVMLG sind Forscher aus der Mathematischen Logik, der Philosophischen Logik und der Theoretischen Informatik. Alle zwei Jahre organisiert die DVMLG das Colloquium Logicum, eine internationale Fachtagung zur Logik. Sie ist verbunden mit einer Mitgliederversammlung des DVMLG. Das Colloquium Logicum 2012 in Paderborn war eine der deutschen Veranstaltungen des Alan Turing-Jahres. 2002 fand das Colloquium Logicum zusammen mit der jährlichen europäischen Sommertagung der Association for Symbolic Logic in Münster statt.
Sie organisiert mit der DMV die Fachgruppe Logik innerhalb der DMV. Sie ist Mitglied der Division of Logic, Methodology and Philosophy of Science and Technology (DLMPST) der International Union of History and Philosophy of Science and Technology (IUHPST), einer Mitgliedsorganisation des Internationalen Wissenschaftsrats.

## Preisverleihungen
Besonders herausragende Promotionen im Bereich der Logik werden seit 2002 auf der Grundlage von Nominierungen durch die Mitglieder der DVMLG mit einer Einladung zum PhD Colloquium geehrt, das als Teil des Colloqium Logicums stattfindet. 
Einer der ersten Geehrten im Jahre 2002 war
Matthias Aschenbrenner.
Seit 2024 verleiht die DVMLG den Ernst-Zermelo-Ring, der „alle vier Jahre […] an eine aktive Forscherin oder einen aktiven Forscher in den Grundlagen der Mathematik, die oder der einen nachhaltigen Einfluss auf die Entwicklung des Gebiets gehabt hat und bei der oder dem vorherzusehen ist, dass sie oder er auch in den kommenden Jahren aktiv und einflussreich bleiben wird“. Der erste Zermelo-Ringträger ist Ulrich Kohlenbach, der den Ring auf dem Colloquium Logicum 2024 in Wien verliehen bekam.

## Liste der Vorsitzenden und Vorstandsmitglieder
- Arnold Schmidt (1962–1967)
- Hans Hermes (1967–1970)
- Arnold Oberschelp (1970–1976)
- Gert H. Müller (1976–1981)
- Michael M. Richter (1981–1985)
- Justus Diller (1985)
- Klaus Potthoff (1985–1990)
- Hans-Georg Carstens (1990–1992)
- Helmut Pfeiffer (1992–1996)
- Sabine Koppelberg (1996–2000)
- Jörg Flum (2000–2002)
- Peter Koepke (2002–2008)
- Ulrich Kohlenbach (2008–2012)
- Benedikt Löwe (2012–2022)
- Katrin Tent (seit 2022)

Die folgenden Personen sind oder waren Vorstandsmitglieder der DVMLG:
- Wilhelm Ackermann (1962)
- Gisbert Hasenjaeger (1962–1970)
- Hans Hermes (1962–1972; Vorsitzender 1967–1970)
- Jürgen von Kempski (1962–1965)
- Paul Lorenzen (1962–1972)
- Arnold Schmidt (1962–1967; Vorsitzender 1962–1967)
- Kurt Schütte (1962–1971)
- Arnold Oberschelp (1965–1979; Vorsitzender 1970–1976)
- Wolfgang Stegmüller (1965–1969)
- Gert H. Müller (1968–1981; Vorsitzender 1976–1981)
- Ernst Specker (1970–1977)
- Walter Oberschelp (1971–1977)
- Justus Diller (1972–1990; Vorsitzender 1985–1986)
- Heinz-Dieter Ebbinghaus (1972–1981)
- Helmut Pfeiffer (1977–1996; Vorsitzender 1992–1996)
- Anne Troelstra (1977–2000)
- Klaus Potthoff (1979–1990; Vorsitzender 1986–1990)
- Michael M. Richter (1981–1986; Vorsitzender 1981–1985)
- Christian Thiel (1981–2004)
- Hans-Georg Carstens (1986–1992; Vorsitzender 1990–1992)
- Sabine Koppelberg (1990–2000; Vorsitzende 1996–2000)
- Martin Ziegler (1992–1998)
- Martin Weese (1994–2000)
- Wolfram Pohlers (1996–2008)
- Johann Makowsky (1998–2010)
- Peter Koepke (2000–2008; Vorsitzender 2002–2008)
- Wolfgang Thomas (2000–2006)
- Jörg Flum (2000–2006; Vorsitzender 2000–2002)
- Volker Peckhaus (2004–2016; stellvertretender Vorsitzender 2012–2016)
- Ulrich Kohlenbach (2006–2012; stv. Vorsitzender 2006–2008; Vorsitzender 2008–2012)
- Benedikt Löwe (seit 2006; stv. Vorsitzender 2008–2012; Vorsitzender 2012–2022)
- Arnold Beckmann (2008–2016)
- Ralf Schindler (2008–2012)
- Nicole Schweikardt (2010–2016)
- Sy David Friedman (2012–2014)
- Katrin Tent (seit 2012; stv. Vorsitzende 2016–2022; Vorsitzende seit 2022)
- Martin Ziegler (2014–2022)
- Dietrich Kuske (2016–2020)
- Heike Mildenberger (seit 2016)
- Olivier Roy (2016–2021)
- Matthias Aschenbrenner (seit 2021; stv. Vorsitzender seit 2022)
- Leon Horsten (seit 2021)
- Manuel Bodirsky (seit 2022)